# Harvest Moon 64
 (février 2024).
Si vous disposez d'ouvrages ou d'articles de référence ou si vous connaissez des sites web de qualité traitant du thème abordé ici, merci de compléter l'article en donnant les références utiles à sa vérifiabilité et en les liant à la section « Notes et références ».
Harvest Moon 64 (牧場物語2, Bokujō Monogatari 2) est un jeu vidéo de type simulation de vie / RPG sorti en 1999 sur Nintendo 64. Le jeu a été développé par Victor Interactive Software et édité par Natsume.
Jamais sorti en Europe, le jeu a toutefois bénéficié de deux parutions ultérieures : le 23 février 2017 sur Console Virtuelle Wii U, puis dans le cadre de nouveaux jeux ajoutés à la console Nintendo 64 du Pack d'expansion Nintendo Switch Online, le 8 décembre 2023 .

## Synopsis
Le but du jeu est de s'occuper de la ferme, léguée par le grand-père du héros.
Le jeu se déroule sur 4 ans. Le but est d'avoir le meilleur ranch. On peut aussi se marier avec les filles du village (Flower Bud village) dans la version nord américaine.

## Accueil
- Nintendo Power: 8,2/10[2]